# Banco de Oro Unibank
Dit overzicht is mogelijk incompleet; u kunt helpen door het uit te breiden.
Banco de Oro Unibank, beter bekend als Banco de Oro of BDO, is een Filipijnse bank.  De bank is in handen van de SM Group of Companies, een van de grootste conglomeraten van de Filipijnen en is sinds het ontstaan in 2006 na een fusie tussen de Banco de Oro Universal Bank en de Equitable PCI Bank de grootste bank van het land.